# Huttonov zovoj
Huttonov zovoj (lat. Puffinus huttoni) je vrsta morske ptice iz porodice zovoja. Ime je dobio u znak sjećanja na F. W. Huttona, bivšeg kustosa muzeja Canterbury na Novom Zelandu. 
Prirodna staništa su mu otvorena mora i uvođenje grabežljivih sisavaca, posebno hermelina, koji često napravi štetu jajima za vrijeme sezone parenja.

## Vanjske poveznice
|  | Zajednički poslužitelj ima još gradiva o temi Puffinus huttoni |
|  | Wikivrste imaju podatke o taksonu Puffinus huttoni             |